# Psycheotrephes
Genre
Les Psycheotrephes sont un genre d'holothuries (concombres de mer) abyssales de la famille des Psychropotidae. 

## Liste des espèces
Selon World Register of Marine Species (22 mars 2015) :
- Psycheotrephes discoveryi Rogacheva & Cross in Rogacheva & al., 2009
- Psycheotrephes exigua Théel, 1882
- Psycheotrephes magna Hansen, 1975
- Psycheotrephes recta (Vaney, 1908)